# 254P/McNaught
254P/McNaught – kometa krótkookresowa, należąca do rodziny Jowisza.

## Odkrycie
Kometa została odkryta 4 października 2010 przez Roberta McNaughta.

## Orbita komety i właściwości fizyczne
Orbita komety 254P/McNaught ma kształt elipsy o mimośrodzie 0,31. Jej peryhelium znajduje się w odległości 3,21 j.a., aphelium zaś 6,12 j.a. od Słońca. Jej okres obiegu wokół Słońca wynosi 10,09 roku, nachylenie do ekliptyki to wartość 32,56˚.
Jądro tej komety ma rozmiary maks. kilku km.